# Abira
Abira (japanska: 安平町?, Abira-chō) är en landskommun (köping) i Hokkaido prefektur i Japan.